# حادثة الحمة
تشير حادثة الحمة (بالعبرية: תקרית אל-חמה‏) إلى الحدث الذي وقع يوم 4 أبريل 1951 وأسفر عن مقتل سبعة جنود من الجيش الإسرائيلي من قبل القوات العسكرية السورية أثناء محاولة إسرائيلية لفرض سيادتها على المنطقة المنزوعة السلاح على طول الحدود السورية.

## خلفية
كانت الحمة تقع في أراضي الانتداب البريطاني على فلسطين، ومنحت للدولة اليهودية بموجب خطة الأمم المتحدة للتقسيم عام 1947. خلال حرب 1948، كان المحور الرئيسي للتدخل السوري في الجليل قد عبر الحدود من جهة الحمة. ووفقاً لاتفاق الهدنة عام 1949 بين إسرائيل وسوريا، تقرر أن تكون سلسلة من القرى، من بينها الحمة، والنقيب، والسمرا، في قضاء طبريا، وكراد البقارة وكراد الغنامة شمالاً في قضاء صفد، مشمولة في المنطقة المنزوعة السلاح بين إسرائيل وسوريا. وكان السكان وممتلكاتهم تحميها المادة الخامسة من الاتفاق الإسرائيلي-السوري في 20 يوليو من ذلك العام. ومع ذلك، أرادت إسرائيل وفقاً لبيني موريس أن ينتقل السكان الفلسطينيين لهذه القرى وعددهم 2,200 إلى سوريا. اعتقد الجيش الإسرائيلي أن سكان المنطقة المنزوعة السلاح لا يزالون موالين لسوريا واشتبه بأنهم يساعدون المخابرات السورية. اشتبه المستوطنين اليهود المحليين وقوات إنفاذ القانون بارتكاب القرويون جرائم بسيطة. ويعتقد موريس أيضًا أن المستوطنين الإسرائيليين ووكالات الاستيطان طمعت بأراضي العرب الفلسطينيين المحليين.

## الحادثة
لم تكن إسرائيل تحرس أو تحتل الحمة لغاية عام 1951. ومع ذلك، قررت إسرائيل في ربيع هذا العام، تأكيد سيادتها على القرية. في 4 أبريل من هذا العام أرسلت هيئة الأركان العامة لالجيش الإسرائيلي (متجاهلةً اعتراض من القيادة الشمالية) عربات دورية للقرية. وكانت الدورية متنكرة في زي رجال الشرطة، بما أن إسرائيل لم يسمح لجنودها بالتواجد في المنطقة المجردة من السلاح. وقتل سبعة جنود إسرائيليين على أيدي السوريين.

## ردود الفعل
في اليوم التالي، قامت أربع طائرات إسرائيلية بقصف مركز الشرطة في الحمة ومواقع سورية قرب سكة الحديد. أفيد بمقتل امرأتان، وإصابة ستة أشخاص. وبالإضافة إلى ذلك، قررت إسرائيل هدم المنازل المتبقية في قرى كراد البقارة، وكراد الغنامة والسمرا والنقيب (بهذا الترتيب) لجعل المنطقة المجردة من السلاح «خالية من العرب». استمرت سوريا في السيطرة على الحمة حتى اندلاع حرب 1967. وأصبح جيب حمات غدير مصدراً مستمراً للاحتكاك بين إسرائيل وسوريا.

## الثبت المرجعي
- موريس، بيني (1993), Israel's Border Wars 1949–1956: Arab Infiltration, Israeli Retaliation, and the Countdown to the Suez War, Oxford, Clarendon Press, ISBN 0-19-827850-0
- The Birth of the Palestinian Refugee Problem Revisited. موريس. Cambridge University Press. 2004. ISBN:978-0-521-00967-6. مؤرشف من الأصل في 2020-01-24. {{استشهاد بكتاب}}: الوسيط |الأول= يفتقد |الأخير= (مساعدة) والوسيط غير المعروف |رابط المؤلف= تم تجاهله (مساعدة)صيانة الاستشهاد: آخرون (link)
- 1948: The First Arab-Israeli War. Morris. Yale University Press. 2008. ISBN:978-0-300-12696-9. {{استشهاد بكتاب}}: الوسيط |الأول= يفتقد |الأخير= (مساعدة)صيانة الاستشهاد: آخرون (link)

## روابط خارجية
- http://select.nytimes.com/gst/abstract.html?res=F10B15FD3955177B93C7A9178FD85F458585F9 - نشر على نيويورك تايمز في 5 أبريل 1951.